# Letizia Lamartire
Letizia Lamartire (Bari, 1987) è una regista e sceneggiatrice italiana.

## Biografia
Nata a Bari nel 1987, ha ottenuto la laurea in musica jazz al Conservatorio Niccolò Piccinni nel 2011 e ha conseguito il diploma di regia al Centro sperimentale di cinematografia di Roma nel 2016.
Ha iniziato a lavorare nel mondo del cinema come assistente alla regia e al montaggio, e ha esordito alla regia nel 2017 con il corto Piccole italiane, presentato alla Settimana internazionale della critica del Festival del cinema di Venezia. Nel 2018 scrive e dirige il suo primo lungometraggio, Saremo giovani e bellissimi, in concorso alla Settimana della critica di Venezia. Tra il 2019 e il 2020 dirige alcuni episodi della seconda e terza stagione della serie Netflix Baby e nel 2021 è alla regia del suo secondo film, Il Divin Codino, incentrato sulla figura del calciatore Roberto Baggio.
Nel 2023-2024 dirige insieme a Matteo Rovere e Pippo Mezzapesa diversi episodi della serie La legge di Lidia Poët e inizia la produzione del suo terzo film Più veloce dell'ombra, adattamento dell'omonimo romanzo di Federica Tuzi.

## Filmografia
- Piccole italiane – cortometraggio (2017)
- Saremo giovani e bellissimi (2018)
- Baby – serie TV, 6 episodi (2019-2020)
- Il Divin Codino (2021)
- La legge di Lidia Poët – serie TV, 7 episodi (2023-2024)
- Maschi veri – serie TV, 4 episodi (2025)

## Premi e riconoscimenti
- Premio Flaiano per la televisione e la radio
  - 2023 - Migliore regia per La legge di Lidia Poët[7]